# Frederik Raben-Levetzau
 Der er flere personer med dette navn, se Frederik Raben-Levetzau (forfatter).
Frederik Christopher Otto lensgreve Raben-Levetzau (født 27. maj 1850 på Lekkende, død 5. maj 1933 på Aalholm) var en dansk udenrigsminister og en af Danmarks største jordbesiddere, idet han var lensgreve til grevskabet Christiansholm og til Bremersvold, Beldringe og Lekkende. 

## Karriere
Frederik Raben-Levetzau blev født på Lekkende Gods, Mern, som søn af Josias lensgreve Raben-Levetzau (1796-1889) og hustru Siegfriede Victorine von Krogh (1823-1898). Han var gift med Lillie Suzanne Moulton (19. december 1864-9. marts 1946).
Frederik Raben-Levetzau blev student i 1870 og cand.polit. i 1877. Han var attaché ved gesandtskaberne i Paris og Wien 1877-1880. Han var generalkommissær ved Verdensudstillingen i Paris 1900. 
Frederik Raben-Levetzau var udenrigsminister i Regeringen Christensen l & ll 1905-1908. 
Efter bedrageriafsløringen af Alberti i 1908 indgav Frederik Raben-Levetzau sin afskedsbegæring og fremkaldte derved regeringens fald. Han sad i Landmandsbankens bankråd. Han deltog ikke siden i politik.
Frederik Raben-Levetzau ejede grevskabet Christiansholm (afløst 1921), Bremersvold, Beldringe og Lekkende. 
Frederik Raben-Levetzau var første vicepræsident (siden æresmedlem) i Det Kongelige Danske Geografiske Selskab. Han var også ordensskatmester (fra 1918), hofjægermester og kammerherre. Han var medlem af bestyrelsen for Den Raben-Levetzauske Fond. Præsident for Københavns Golfklub og for komiteen for Danmarks deltagelse i de olympiske lege i Athen. 

Han var formand for Dansk Automobil Klub, for Nysted Sogneråd og i byggeudvalget for Christiansborg Slot. Han var desuden medlem af Landmandsbankens bankråd.

## Hædersbevisninger
| Storkors af Dannebrog Dannebrogsmand Erindringstegn om Deres Majestæter Kong Christian IX’s og Dronning Louises guldbryllup | Franske officier de l’instruction publique Franske æreslegions orden Græske Frelserens Orden Norske St. Olafs orden - Preussiske røde ørns orden - Russiske hvide ørns orden - Siamesiske hvide elnfant orden Spanske Carl III’s orden Storbritanniens kroningsorden Svenske Vasaorden Østrigske Frantz Josephs orden |